# Frederik Johan van Baer

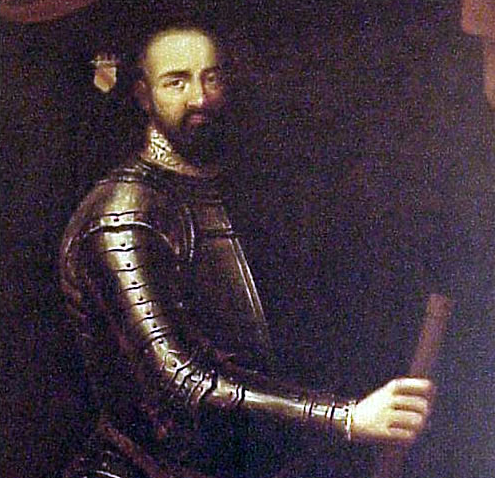
Frederik Johan van Baer

Frederik Johan van Baer (de Slangenburg bij Doetinchem, 27 juli 1645 – 15 december 1713) was een Nederlands militair in dienst van Willem III van Oranje. Hij was een overtuigd katholiek en daarom stonden bestuurlijke functies in die tijd niet voor hem open. Als lid van de Gelderse landadel was een loopbaan in het leger dan ook de enige en een voor de hand liggende keuze. Als militair speelde hij in zowel de Negenjarige Oorlog en Spaanse Successieoorlog een belangrijke rol.
In 1665 trouwde hij met Dorothea Petronella van Steenbergen, die nog datzelfde jaar in het kraambed stierf.  
In 1675 werd hij kolonel van een Nederlands-Schots regiment. In 1683 werd hij generaal-majoor, luitenant-generaal in 1692 en generaal in 1704.
In 1689 was hij de bevelhebber van een vleugel van het geallieerde leger in de Slag bij Walcourt. In 1703 redde hij het Nederlandse leger uit een wanhopige situatie in de Slag bij Ekeren
De verstandhouding tussen Baer en John Churchill, hertog van Marlborough was niet goed; dit leidde tot het ontslag van Baer in 1705. Hij werd opgevolgd door Hendrik van Nassau-Ouwerkerk, die een veel betere relatie had met Churchill.
Van Baer bouwde het voorouderlijke jachtslot de Slangenburg uit tot een aanzienlijk slot dat bij een persoon van zijn statuur paste. Zijn vroeg overleden vrouw wordt in de vele wand- en plafondschilderingen van de schilder Gerard Hoet herdacht.